# Sophie Holszańska

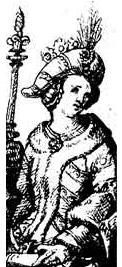
Königin Sophie

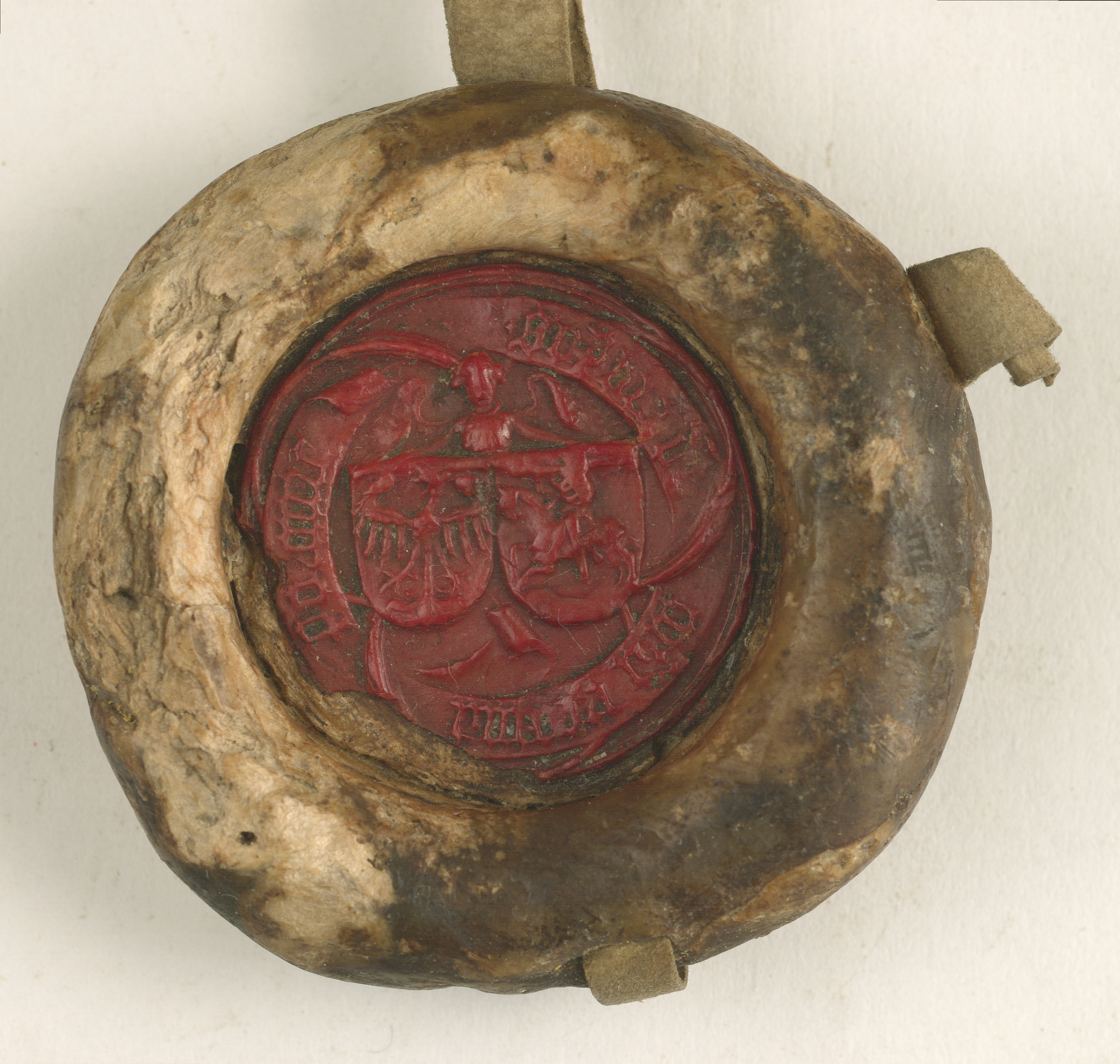
Siegel der Sophie Holszańska

Sophia Holszańska (polnisch Zofia Holszańska, litauisch Zofija Alšėniškė; * 1405 als Sońka; † 1461 in Krakau) war eine litauische Prinzessin ruthenischer Herkunft aus dem Adelsgeschlecht der Holszanski. Sie war durch Heirat mit Władysław II. Jagiełło ab 1422 Königin von Polen und Großfürstin von von Litauen sowie Großmutter des Heiligen Kasimir.

## Leben
Sophia war die zweite Tochter des Fürsten Andrzej Holszański († ca. 1420) und der ruthenischen Prinzessin Aleksandra aus dem Fürstenhaus Drucki. Ihr Vater war Statthalter von Kiew. Sie war die mittlere von drei Schwestern, von denen die jüngere später mit Iliaș I. verheiratet war, der 1432/33 kurzfristig das Fürstentum Moldau beherrschte.
Ihre Tante Uljana Olschanski war die zweite Frau des litauischen Großfürsten Vytautas. Dieser arrangierte 1421 die Begegnung der 16-jährigen Sońka und ihrer Schwestern Wassylisa und Maria mit dem über sechzigjährigen, bereits dreimal verwitweten polnischen König Władysław II. Jagiełło. Der König wählte Sońka aus. Die Trauung fand am 24. Februar 1422 in der heute belarussischen Stadt Nawahrudak statt. Sophia trat dafür von der russisch-orthodoxen in die römisch-katholische Kirche über, wobei sie den Vornamen Sophia erhielt. Zuvor war ihre Schwester Wassylisa mit Ivan Bielski, einem Neffen des Königs verheiratet worden, da eine jüngere Schwester der Sitte gemäß erst nach der älteren heirateten durfte.
Władysław Jagiełło setzte große Hoffnung auf die Ehe mit seiner sehr jungen neuen Frau, denn in seinen vorherigen drei Ehen waren nur zwei Töchter geboren worden, von denen die Tochter aus der ersten Ehe mit Hedwig von Anjou wenige Wochen nach der Geburt verstorben war. Hedwig Jagiellonica aus der zweiten Ehe mit Anna von Cilli, der Tochter des letzten Piasten-Königs Kasimir III. und Anna von Polen, war nur drei Jahre jünger war als ihre Stiefmutter. Sie galt bis zur Geburt ihres jüngeren Halbbruders, Sophias Sohn Władysław, als Thronfolgerin und ihr Verlobter, Friedrich von Brandenburg, als künftiger König.  
Zu Beginn gab es Widerstand gegen Władysławs neue Frau von Seiten des polnischen Adels, insbesondere des Krakauer Bischofs Zbigniew Oleśnicki, aber auch von Kaiser Sigismund, der ihn gerne mit der ehemaligen böhmischen Königin Sophie von Bayern, der Witwe seines Bruders Wenzel, verheiratet hätte. Erst im April 1424 wurde Sophia durch Wojciech Jastrzębiec, den Erzbischof von Gnesen, gekrönt.  
Im Oktober desselben Jahres gebar sie ihren ersten Sohn, dem schnell zwei weitere Söhne folgten, von denen der zweite als Kleinkind verstarb. Der polnische Adel wollte Władysławs Söhne aus dessen Ehe mit Sophia zunächst nicht als Erben des polnischen Throns anerkennen, da diese nicht wie ihre Halbschwester Hedwig der Dynastie der Piasten entstammten. Auch Władysławs Legitimität als rechtmäßiger König von Polen wurden in Zweifel gezogen, da er den Thron nicht wie in Polen üblich durch Wahl, sondern durch seine erste Ehe erhalten hatte. Der König musste dem Adel große Zugeständnisse machen. Der Widerstand gegen Sophia und ihre Söhne gipfelte 1427, kurz vor ihrer dritten Niederkunft, in der Anklage Sophias vor dem Sejm wegen Ehebruchs, womit auch die Legitimität ihrer Kinder in Frage gestellt wurde. Sophia musste vor dem Hof ihre Unschuld beschwören. 1430 gelang es ihrem Mann, dem polnischen Adel die Anerkennung seines ältesten Sohnes als Nachfolger abzuringen. Im folgenden Jahr starb Hedwig nach längerer Krankheit im Alter von 23 Jahren, gerüchtehalber von ihrer Stiefmutter vergiftet.
1434 starb Sophias Ehegatte nach zwölfjähriger Ehe. Sophias zehnjähriger Sohn Władysław III. folgte ihm als König in Polen nach, jedoch aufgrund Thronstreitigkeiten nicht in Litauen. Für ihn regierte ein Kronrat unter Oleśnicki. Sophia zog sich auf ihren Witwensitz Burg Sanok zurück und das Sanoker Land verwaltete. Ihr jüngerer Sohn Kasimir wurde 1440 Großfürst von Litauen.  
Władysław III., der 1439 auch zum König von Ungarn gewählt worden war, fiel 1444 in der Schlacht bei Warna gegen die Türken, ohne Leibeserben zu hinterlassen. Da sein Leichnam nicht gefunden wurde, hielten sich Gerüchte, dass er noch am Leben sei. Trotzdem wählte der polnische Adel seinen jüngeren Bruder zum Nachfolger. Dieser nahm die Wahl jedoch erst nach längerem Drängen seiner Mutter, die zwischen ihm und dem polnischen Adel vermittelte, 1447 an. Unter Kasimir IV. war Polen-Litauen wieder in Personalunion vereint und erlebte unter seiner 45-jährigen Regierung eine Blütezeit. Sophia begleitete ihren Sohn auf seinen Reisen und war Mitglied seines Rats. Nach Kasimirs Hochzeit mit Elisabeth von Habsburg 1454 sank ihr Einfluss. 
Sophie unterstützte finanziell die Übersetzung der Bibel aus der lateinischen in die polnische Sprache. Die von 1533 bis 1555 angefertigte Bibel der Königin Sophia ist die erste Übersetzung der vollständigen Bibel ins Polnische. Die Illustrationen der kostbaren Handschrift wurden aber teilweise erst lange nach Sophias Tod fertiggestellt. Vom Original haben sich nur wenige Blätter erhalten.
Sophia starb im Jahre 1461, angeblich nach dem Konsum übermäßiger Mengen von Melonen, und wurde in Krakau in der Dreifaltigkeitskapelle der Wawel-Kathedrale bestattet, die sie 1431 gestiftet hatte.

## Nachkommen
Sophie gebar Władysław II. Jagiełło endlich die männlichen Erben, auf die er schon so lange gewartet hatte:
- Władysław III. (1424–1444), König von Polen, Ungarn und Kroatien
- Kasimir (1426–1427)
- Kasimir IV. (1427–1492), König von Polen und Großfürst von Litauen